# 圣克利门蒂 (加利福尼亚州)
圣克利门蒂（英語：San Clemente）是一座美国的城市，位于加利福尼亚州的橙县。2010年美国人口普查时，该市人口为63522。圣克利门蒂位于加利福尼亚州海岸，西南部临太平洋，地处洛杉矶与圣地亚哥之间。以其优美的风景与宜人的气候以及西班牙殖民时期风格的建筑而闻名。其宣传标语为“西班牙海滨小镇”。

## 历史

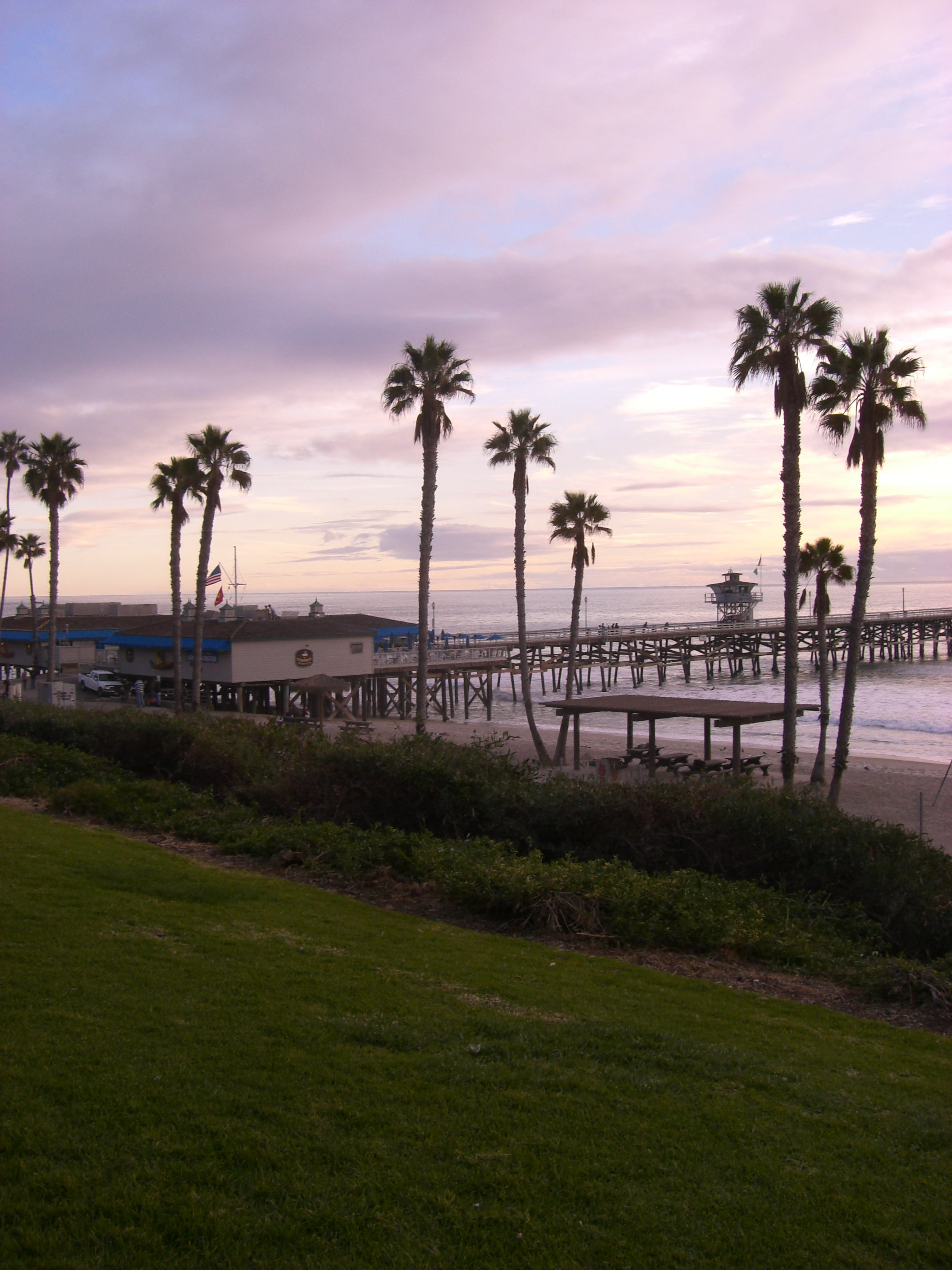
圣克利门蒂码头起始于奥雷·汉森所创立的村庄

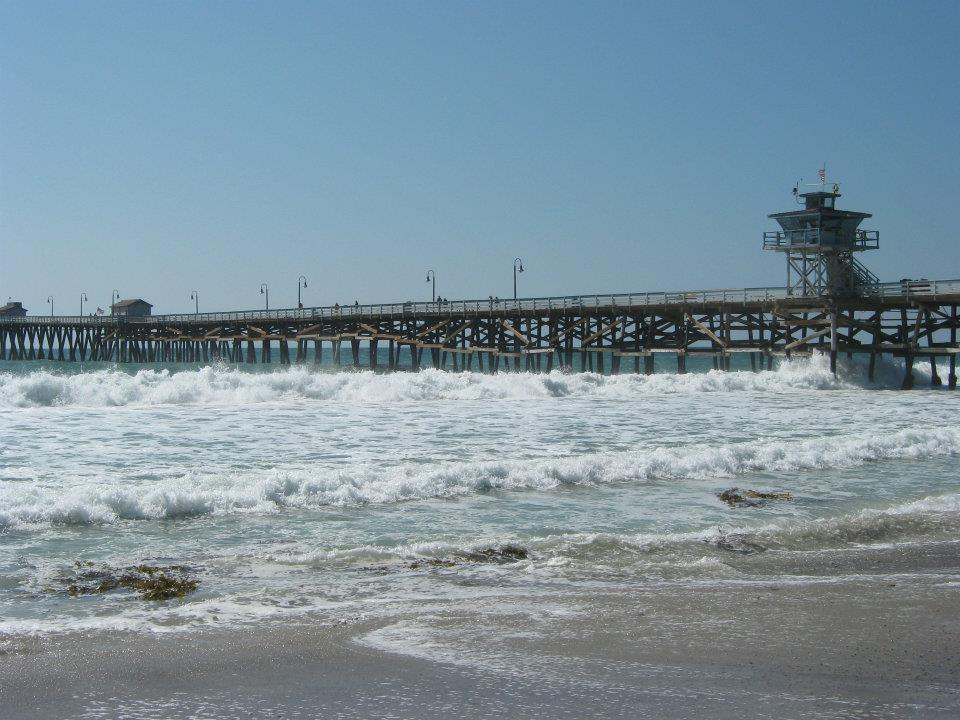
圣克利门蒂码头的另一侧

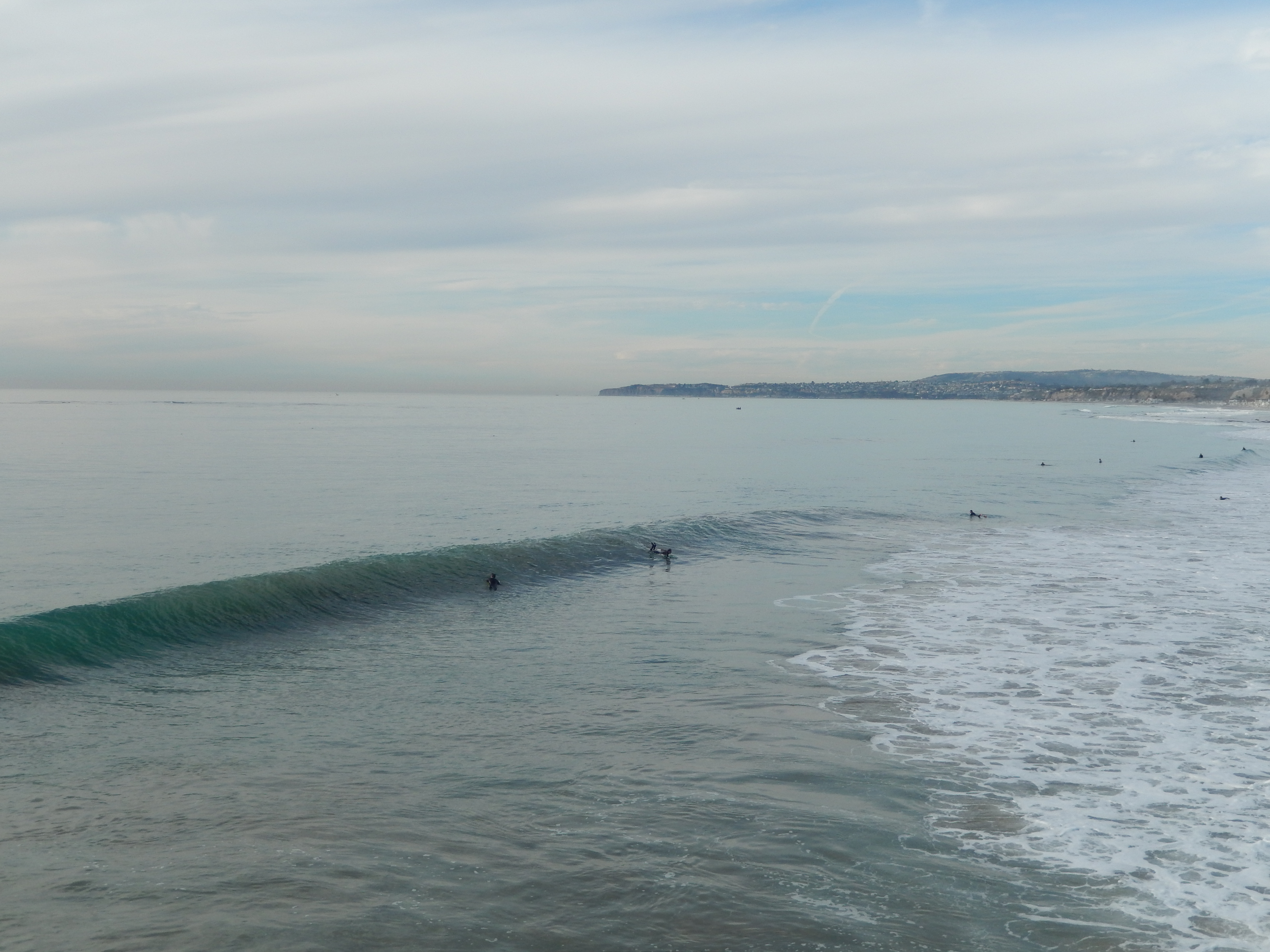
圣克利门蒂沙滩，摄于2013年12月17日

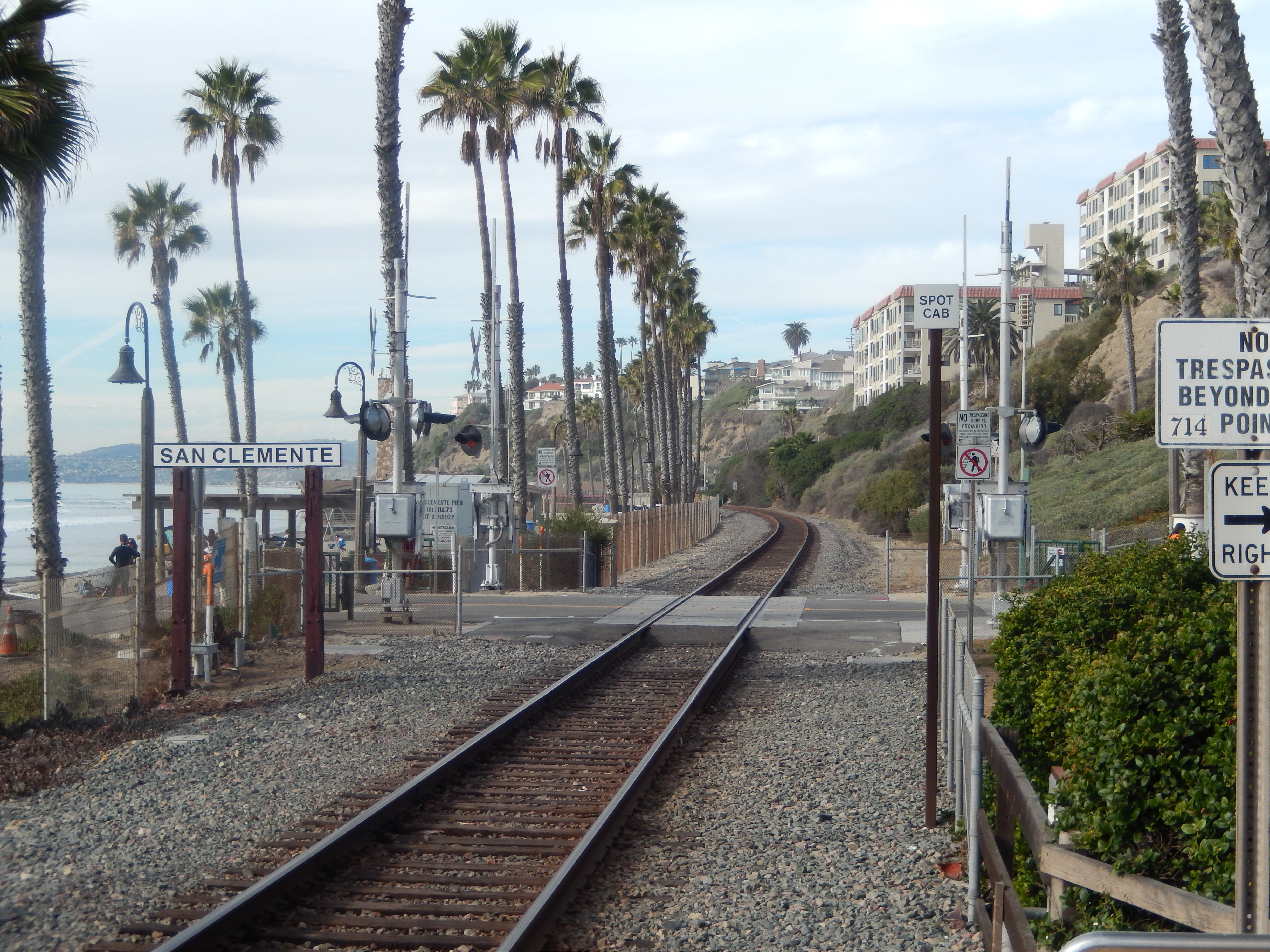
美鐵与南加州都会铁道经过圣克利门蒂

### 殖民时期
在西班牙人到来之前，圣克利门蒂居住着胡安内尼奥人。由于长时间受到探险者们的崇敬，该地区直到1776年仍未有外来者定居，但在此后方济各会神父胡尼佩羅·塞拉召集印第安人与西班牙移民共同创建村落，开展名为圣胡安·卡皮斯特拉诺的行动。随着行动的深入进展，当地土著人也应征加入建设。

### 发展为城镇
圣克利门蒂的土地产权几经易手，最终于1925年落入前西雅图市长奥雷·汉森手中。汉森认为该地区宜人的气候、美丽的海滩与肥沃的土壤将吸引大量厌倦了城市生活的加州人到此旅游或定居，因此其决定将圣克利门蒂建设为一个占地8.1平方公里的社区。汉森以不远处的聖克利門蒂島为该社区命名，而该岛的名字则由1602年11月23日登上此岛的维斯凯诺命名（11月23日为聖人曆中克莱孟一世的殉道日 ）。
汉森将其“海滨圣克利门蒂”构想为一个地中海式度假小镇。他在他的开发计划中加入了一项条款，“所有建筑都必须提报建筑审查委员会”，以该举措确保小镇中的建筑均为红瓦屋顶和白色墙壁。但这种限制只是短暂的，即使在城镇的较早地区，仍能发现各种风格的建筑。
汉森成功地推广了新地区的建设与产权交易。他亦建立了不少公共建筑，例如沙滩俱乐部、社区中心、码头，以及如今被称为马克思伯格广场公园的前圣克利门蒂广场（该广场后被捐赠给政府）。该地区后于1928年2月27日正式成为城市，由一个議會-經理制政府进行行政管理。
汉森在谈及其如何开发这片地区时说道，“我有一块干净的画布，并决心画一幅干净的画。这块画布长8公里，宽2.4公里……这就是我的海滨圣克利门蒂”。
圣克利门蒂建市后不久便意识到了消防部门的缺失。当地的第一家报纸在其头条上写到“将大家订阅报纸的资金用于建立消防部门，完成后交与市政府”。其后从市民处收到的订阅金额从6美元到1500美元不等。

### 尼克松的“西部白宫”
1969年，美国总统理查德·尼克松购买了一栋隶属于汉密尔顿·考顿庄园的原始住宅，由汉森的合伙人建造。尼克松将其命名为“拉卡萨帕西费卡”，但其作为总统的度假住宅，人们更愿意称之为“西部白宫”。该住宅位于一流冲浪点——栈桥点之上，以南为历史悠久的冲浪沙滩圣奥诺弗雷。尼克松在任期间，时任苏联共产党中央委员会总书记的勃列日涅夫、墨西哥总统古斯塔沃·迪亚斯·奥尔达斯、日本內閣總理大臣佐藤荣作以及亨利·基辛格等多名政要曾访问此处。在尼克松的任期结束后，与家人回到拉卡萨帕西费卡居住，并在此处撰写了回忆录。1980年代末，尼克松举家迁往纽约，后迁至新泽西州帕克里奇 (新澤西州)居住。“西部白宫”被售予加文·赫伯特，并作为私人住宅被保存至今。该房产还与美国民主党有联系，汉密尔顿·考顿庄园在尼克松购买住宅前此房产属于富兰克林·罗斯福，罗斯福常与宾客好友至庄园紧靠太平洋的房屋中打牌。在尼克松居住于圣克利门蒂时期，该地区的老城广场还有一所小型尼克松博物馆。

### 建筑风格
圣克利门蒂长时间以来一直以其西班牙式风格的建筑闻名，被喻为“西班牙海滨小镇”。圣克利门蒂主城区的餐厅和商店通常装饰着红色屋顶，白色墙壁和深色门窗。历史悠久的“北滩”地区是圣克利门蒂赌场与奥雷·汉森沙滩俱乐部的所在地，其分别于10年和16年进行了翻新。该地区的建筑风格各异，但大部分都采用西班牙主题。圣克利门蒂最古老的建筑位于西南部与“北滩”地区。西南部的里维埃拉地区附近的新建筑包括鳕鱼角式建筑，以及新的现代住宅。而更古老传统的房屋则坐落在“清洁器”区和“靴子”区。“清洁器”与“遗失之风”沙滩周围的社区包括各种风格，各种传统的西班牙式建筑，营造出不拘一格的氛围。 政府于最近几年对圣克利门蒂“北滩”的历史建筑进行了翻新，为该地区重新带来了繁荣，并且吸引了新的餐馆，居民和商店进驻。

## 地理
圣克利门蒂的坐标为33°26′16″N 117°37′13″W / 33.43778°N 117.62028°W (33.437828, −117.620397)。
据美国人口调查局数据显示，该城市总面积为19.5平方英里（51平方），其中18.7平方英里（48平方）为陆地面积，0.8平方英里（2.1平方）(3.89%)为水域面积。圣克利门蒂西北部与圣胡安 - 卡皮斯特拉诺市相邻。

### 气候
根据柯本气候分类法，圣克利门蒂属于地中海式气候，该地区全年平均气温为70 °F（21 °C）。全年最温暖的时间为8月，平均气温为79 °F（26 °C），最冷的时间为12月，平均气温为64 °F（18 °C）。2010年年降水量为10.5英寸（270），光照时间为310天。

### 交通
5号州际公路加利福尼亚州段穿城而过。山麓运输走廊曾倡议将米申维耶霍（位于圣克利门蒂北偏西）连接进橙县-圣地亚哥县县际公路，该倡议计划沿着圣克利门蒂东侧穿过圣奥诺弗雷沙滩将公路连接至5号州际公路。但加州海岸委员会拒绝了这项提议，拒绝原因为该公路穿过州立公园、濒危物种栖息地以及美国原住民考古遗址，并可能会影响河流流势进而影响游客的冲浪体验。
此外，在铁路方面，美鐵的太平洋冲浪者号列车线路与南加州都会铁道的橙县线和内陆帝国－橙县线均经过圣克利门蒂。尽管车站很小，但该市仍拥有两个车站，分别为圣克利门蒂站和圣克利门蒂码头站。
2016年，圣克利门蒂市开始提供免费电车服务，总计有三辆露天（无窗）电车运行，每隔十五分钟会在指定站点接送乘客。其运营时间从阵亡将士纪念日开始一直到美国劳动节止。各站台均有标明停靠站点信息。
圣克利门蒂电车的成立及维护资金来自于该市所申请的，由奥兰治县交通管理局（OCTA）提供的120万美元资助。该资助金用于维持7年电车服务中的大部分费用，且OCTA要求该城市在七年补助期内为一部分电车服务提供146000美元的援助。圣克利门蒂海滩，公园和娱乐基金会的朋友们则一起提供了10000美元的捐款，用于资助小车的维护成本。

## 人口
| 调查年                | 人口   | 备注  | %±     |
| --------------------- | ------ | ----- | ------ |
| 1930                  | 667    |       | —      |
| 1940                  | 479    |       | −28.2% |
| 1950                  | 2,008  |       | 319.2% |
| 1960                  | 8,527  |       | 324.7% |
| 1970                  | 17,063 |       | 100.1% |
| 1980                  | 27,325 |       | 60.1%  |
| 1990                  | 41,100 |       | 50.4%  |
| 2000                  | 49,936 |       | 21.5%  |
| 2010                  | 63,522 |       | 27.2%  |
| 2016年估计            | 65,309 | [ 6 ] | 2.8%   |
| U.S. Decennial Census |        |       |        |

### 2010
据2010年美國人口普查数据显示，圣克利门蒂总计有人口63522人，人口密度为1259.8人/平方公里。该地区的美籍白人共有54605（占总人口86.0%）人 ，其中24%为西班牙裔白人，美籍非裔共有411（占总人口0.6%）人，美国原住民共有363（占总人口0.6%）人，亚裔共有2333（占总人口3.7%）人，太平洋岛民共有90（占总人口0.1%）人。3433（占总人口5.4%）人为 from 其他人种，2287（占总人口3.6%）人为混血人种。此外，西班牙裔与拉丁裔共有10702（占总人口16.8%）人。
圣克利门蒂共有23906户人家，其中8210（34.3%）户带有18岁以下儿童，13873（58.0%）户为婚后同居，1898（7.9%）户为独身女性，986（4.1%）户为独身男性，1207（5.0%）为未婚人士。5184（21.7%）户为独居人士，1972（8.2%）户为65岁及以上年龄的老人独居。平均每户人数为2.65人。该地区共有16757个家庭（占总户数的70.1%），平均每个家庭有3名成员。
该地区18岁以下人口为15506（占总人口24.4%），18-24岁人口为5006（占总人口7.9%），25-44岁人口为16474（占总人口25.9%），45-64岁人口为18122（占总人口28.5%），65岁及以上年龄的人口为8414（占总人口13.2%）。圣克利门蒂的平均年龄为39.7岁。男女比例为100.9：100，而在成年人中的男女比例则为98.8：100。